# ماری زاکاریان
ماری گریگوری زاکاریان (ارمنی: Մարի Գրիգորի Զաքարյան؛ انگلیسی: Mary Zakaryan ۱۴ مارس ۱۹۴۳) |تاریخ‌نگار ادبی متخصص در زمینه زبان و ادبیات ارمنی و استاد اهل ارمنستان است. 

## زندگی‌نامه
وی در ۱۴ مارس ۱۹۴۳ در ایروان به دنیا آمد و از دانشکده فلسفه دانشگاه دولتی ایروان (۱۹۶۵) فارغ‌التحصیل گشت. وی در دایرةالمعارف ارمنستان شوروی، دانشگاه دولتی اقتصاد ارمنستان و دانشگاه فرانسوی ارمنستان فعالیت کرده است.

## یادداشت
1. ↑  գրականագետ
2. ↑  բանասիրական գիտությունների դոկտոր
3. ↑  հայ բանասիրության ֆակուլտետ